# Domenico Viola
Domenico Viola (né vers 1610 à Naples en Campanie et mort en 1696) est un peintre italien du XVIIe siècle de la période baroque

## Biographie
Élève de Andrea Vaccaro et Mattia Preti, en 1634 il devient membre de l'Accademia di San Luca à Rome. Bien qu'ayant travaillé à Rome dans les années 1630 - 1640, il a été actif principalement à Naples.
Il eut pour disciple Francesco de Mura.

## Œuvres
- L'Adoration des Mages, (huile sur canevas).
- La Libération de saint Pierre de prison, (huile sur canevas).
- Décoration de l'église San Antonio Abate, (Naples).
- Le Reniement de saint Pierre (collection privée).